# Mosken (Schiff)

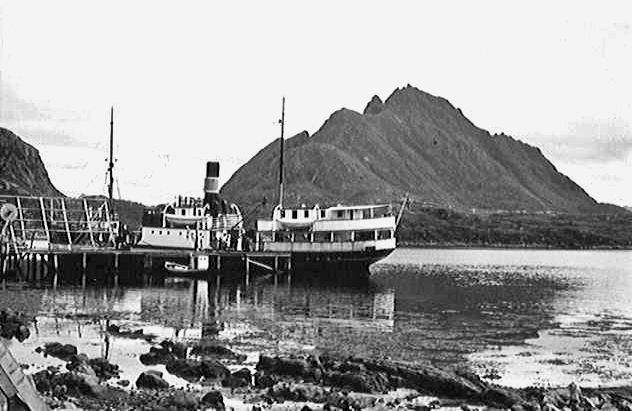
DS Mosken bei den Vesterålen um das Jahr 1938

Die Mosken war ursprünglich ein Fährschiff der Vesteraalens Dampskibsselskab (VDS), das mehrmals als Ersatzschiff auf der Hurtigruten zum Einsatz kam.
Das Schiff wurde im Juli 1924 unter den Baunummer 11 bei der Trosvik mekaniske verksted in Brevik in Norwegen gebaut. Während die Mosken zunächst als Fährschiff auf den Lofoten und Vesterålen eingesetzt war, versah sie zwischen 1927 und 1932 den Dienst als Linienschiff auf der Hurtigruten. Mit Ablieferung des werftneuen Schiffes Vesteraalen im Jahr 1932 endete dieser Einsatz. Danach versah es bis 1957 wieder seinen Dienst als Fährschiff auf den Lofoten und wurde anschließend veräußert. Zunächst erwarb es ein Eigner aus Bergen, der es jedoch 1960 nach Gambia weiterverkaufte. Als Sendestation für den Piratensender „Radio Mercur“ war es danach unter dem Namen Cheeta II in der Nordsee vor Dänemark eingesetzt. Heimathafen war Bathurst. Dort lag es zuletzt als Restaurantschiff. Nach einem Brand Mitte der 1960er Jahre sank es dort und wurde verschrottet.
Namensgeberin des Schiffes war die unbewohnte Fjällinsel Mosken der Inselgruppe der Lofoten, die zur Kommune Værøy in der Fylke Nordland gehört.